# Доляновці
45°26′ пн. ш. 17°44′ сх. д. / 45.44° пн. ш. 17.74° сх. д.
Доляновці (хорв. Doljanovci) — населений пункт у Хорватії, у Пожезько-Славонській жупанії у складі громади Каптол.

## Населення
Населення за даними перепису 2011 року становило 244 осіб.
Динаміка чисельності населення поселення:

## Клімат
Середня річна температура становить 10,79 °C, середня максимальна – 24,66 °C, а середня мінімальна – -5,48 °C. Середня річна кількість опадів – 824 мм.
| Клімат поселення                              | Клімат поселення | Клімат поселення | Клімат поселення | Клімат поселення | Клімат поселення | Клімат поселення | Клімат поселення | Клімат поселення | Клімат поселення | Клімат поселення | Клімат поселення | Клімат поселення | Клімат поселення |
| Показник                                      | Січ.             | Лют.             | Бер.             | Квіт.            | Трав.            | Черв.            | Лип.             | Серп.            | Вер.             | Жовт.            | Лист.            | Груд.            |                  |
| Середній максимум, °C                         | 6,16             | 7,80             | 12,22            | 16,51            | 21,65            | 24,66            | 24,45            | 23,95            | 19,82            | 14,71            | 9,09             | 5,04             |                  |
| Середня температура, °C                       | 0,34             | 1,98             | 6,39             | 10,69            | 15,84            | 18,85            | 20,84            | 20,33            | 16,22            | 11,10            | 5,47             | 1,43             |                  |
| Середній мінімум, °C                          | −5,48            | −3,84            | 0,56             | 4,88             | 10,02            | 13,03            | 17,23            | 16,72            | 12,59            | 7,49             | 1,87             | −2,17            |                  |
| Норма опадів, мм                              | 50               | 48               | 51               | 65               | 79               | 101              | 76               | 76               | 63               | 71               | 80               | 64               |                  |
| Середньомісячна швидкість вітру, м/с          | 2.10             | 2.36             | 2.63             | 2.55             | 2.28             | 2.09             | 2.02             | 1.88             | 1.91             | 1.99             | 2.09             | 2.16             |                  |
| Середньомісячна сонячна радіація, кДж/м²·день | 4323             | 7021             | 10885            | 15196            | 19121            | 21124            | 22012            | 19883            | 14841            | 9232             | 4892             | 3612             |                  |
| --------------------------------------------- | ---------------- | ---------------- | ---------------- | ---------------- | ---------------- | ---------------- | ---------------- | ---------------- | ---------------- | ---------------- | ---------------- | ---------------- | ---------------- |
| Джерело:                                      |                  |                  |                  |                  |                  |                  |                  |                  |                  |                  |                  |                  |                  |